# Henry Larcom Abbot
Henry Larcom Abbott (1831 — 1927) foi um engenheiro militar norte-americano. Estudou em West Point e colaborou com o capitão A. A. Humphreys no reconhecimento hidrográfico do delta do Mississipi em 1861. Participou na Guerra de Secessão e fez parte da Comissão que projectou o Canal do Panamá.